# Герб на Армения
Гербът на Армения е приет на 23 август 1990 г. от Върховния арменски съвет. В основата му е положен гербът на Първата арменска република (1918 – 1920), който е разработен от архитекта Александър Таманян и художника Хагоп Коджоян.

## Описание
Гербът представлява щит, разделен на четири части, в центъра на който е изобразена връх Арарат, символ на арменската нация, с Ноевият ковчег върху него, тъй като съгласно библейските писания именно на връх Арарат ковчегът на Ной намира пристан след оттеглянето на водите на Потопа. Останалите четири секции на щита символизират четирите независими арменски царства в историята на страната. Това са Аршак, Ардашез, Царството на Баградите и Царството на Рубенидите.
Лъвът и орелът, които придържат щита от двете му страни, символизират мъдрост, гордост, търпение и благородство. В течение на много столетия те са били също така и символ на арменските царски династии. В долната част на герба са изобразени меч – символ на властта и силата на нацията, пшеничен клас – на трудолюбието на арменците, паче перо – на интелектуалното и културно наследство на арменския народ. Гербът завършва с трицветна лента от националното знаме.